# Roeselia pyralidoides
Roeselia pyralidoides är en fjärilsart som beskrevs av Gottfried Christian Reich 1933. Roeselia pyralidoides ingår i släktet Roeselia och familjen trågspinnare. Inga underarter finns listade.